# Zwrot wektora

Ilustracja wektora

Zwrot wektora – jedna z podstawowych własności charakteryzujących wektor, obok jego kierunku, długości i (dla wektora zaczepionego) punktu zaczepienia.
Pojęcie zgodności zwrotu wektorów określa się wśród wektorów o tym samym kierunku. Zwrot jest w zasadzie synonimem strony – dwa wektory o tym samym zwrocie (o zgodnym zwrocie) są skierowane w tę samą stronę, o zwrotach przeciwnych są skierowane w przeciwne strony.
Dla dwóch wektorów o różnych kierunkach lub gdy którykolwiek z nich jest wektorem zerowym, nie można porównać ich zwrotów.
Zmiana znaku współrzędnych wektora swobodnego lub zamiana początku i końca wektora zaczepionego zmienia zwrot wektora na przeciwny.

## Definicje formalne
Wprowadza się relację równoważności {\displaystyle {\mathfrak {R}}} w zbiorze niezerowych wektorów zwaną relacją zgodności zwrotów:
Dla wektorów zaczepionych
Dwa niezerowe wektory zaczepione są w relacji {\displaystyle {\mathfrak {R}},} gdy po przesunięciu jednego z nich tak, aby ich początki się pokrywały, ich końce będą leżeć na pewnej półprostej o początku identycznym z początkiem obu wektorów.
Dla wektorów swobodnych i ogólniej – dla wektorów przestrzeni liniowej na ciałem {\displaystyle \mathbb {R} {:}}
Dwa wektory {\displaystyle \mathbf {v} ,\mathbf {w} } mają ten sam zwrot, jeśli {\displaystyle \mathbf {v} =k\cdot \mathbf {w} } dla pewnego {\displaystyle k\in \mathbb {R} ,\ \ k>0}
W obu przypadkach {\displaystyle {\mathfrak {R}}} jest relacją równoważności.
Zwrot wektora zaczepionego jest to ta z jej klas abstrakcji, której reprezentantem jest dany wektor, zwrot wektora swobodnego jest to zwrot jego dowolnego zaczepionego odpowiednika.
O dwóch wektorach należących do tej samej klasy abstrakcji względem relacji {\displaystyle {\mathfrak {R}}} mówi się, że mają zgodne (identyczne, te same) zwroty. Wyznaczają one ten sam kierunek.
Wśród wektorów o tym samym kierunku relacja {\displaystyle {\mathfrak {R}}} wyznacza dokładnie dwie klasy abstrakcji. O dwóch wektorach wyznaczających ten sam kierunek, ale nie należących do tej samej klasy abstrakcji względem relacji {\displaystyle {\mathfrak {R}}} mówi się, że mają przeciwne zwroty.

## Związek z kątem między wektorami
Dwa niezerowe wektory o tym samym kierunku (równoległe, czyli w szczególności także leżące na jednej prostej):
- mają zgodne zwroty gdy kąt między wektorami wynosi 0°;
- mają zwroty przeciwne gdy kąt między wektorami wynosi 180°.

## Związek z iloczynem skalarnym
Niezerowe wektory o tym samym kierunku:
- mają zgodne zwroty, gdy iloczyn skalarny wektorów jest dodatni;
- mają przeciwne zwroty, gdy jest ujemny.

Ponieważ iloczyn skalarny można zdefiniować bez powoływania się na pojęcie zwrotu wektora, więc można relację {\displaystyle {\mathfrak {R}}} dla wektorów swobodnych o tym samym kierunku zdefiniować następująco:
- dwa wektory o tym samym kierunku mają ten sam zwrot, gdy ich iloczyn skalarny jest dodatni.

Można też definicji zgodności zwrotu nie zawężać do wektorów o tym samym kierunku:
- dwa dowolne wektory swobodne mają ten sam kierunek i zwrot, gdy ich iloczyn skalarny jest równy iloczynowi ich długości.

## Przykłady zastosowań
Przykłady w fizyce:
- zwrot wektora prędkości ciała, gdy porusza się ono z punktu A do punktu B, jest zgodny ze zwrotem wektora {\displaystyle {\overrightarrow {AB}}} (czyli wektora przemieszczenia).
- zwrot wektorów sił grawitacji, a także dowolnych innych sił przyciągających dwa ciała A,B:
  - zwrot wektora siły działającej na ciało A jest zgodny ze zwrotem wektora {\displaystyle {\overrightarrow {AB}},}
  - zwrot wektora siły działającej na ciało B jest zgodny ze zwrotem wektora {\displaystyle {\overrightarrow {BA}}.}

Przykład w matematyce:
- wektor wskazujący kierunek i zwrot najszybszego wzrostu jakiejś wartości skalarnej w danym punkcie. Długość wektora jest proporcjonalna do szybkości zmiany wartości skalarnej. Zbiór takich wektorów tworzy pole wektorowe zwane gradientem. Wektor o przeciwnym zwrocie do wektora gradientu nazywa się często antygradientem.